# The Fishing & Hunting Channel
The Fishing & Hunting Channel (zkráceně též F&H) je maďarský dokumentární kanál, vysílající nepřetržitě 24 hodin denně, jehož obsah je tvořen dokumentárními seriály a magazíny s mysliveckou a rybářskou tematikou. Šedesát procent programového obsahu vyplňují pořady o rybolovu, zbytek vysílacího času je věnován lovu a myslivosti. F&H klade důraz na místní produkci, nevyhýbá se ani odvysílání záznamu z místních i světových rybářských soutěží. Kanál cílí na věkovou kategorii 19 až 59 let. V pořadech seznamuje diváky s novinkami v rybářské a lovecké výbavě včetně ukázek jejich použití, prezentace technik rybaření a lovu pro začátečníky i profesionály. Provozovatelem stanice je maďarská společnost Fishing & Hunting Tematic Srl.

## Historie

### 2007 - 2008
Maďarská společnost IKO Kábeltévé, člen skupiny IKO Media Group, v roce 2007 plánuje spustit 10 specializovaných televizních kanálů, mezi nimiž měla být stanice pro myslivce a rybáře. Stanice mají být přenášeny prostřednictvím družice a v kabelových sítích.
V multiregionální digitální satelitní platformě Digi TV bylo v únoru 2008 zahájeno zkušební vysílání televizního kanálu The Fishing & Hunting Channel. Kanál však nebyl zatím určen pro individuální příjem. Signál sloužil pouze pro distribuci do kabelových sítí.
Ve čtvrtek 22. května 2008 byla spuštěna česká lokalizace formou dabingu. Satelitní platforma Digi TV vyjednávala s provozovatelem stanice o možnosti zařazení kanálu do její základní programové nabídky, ke kterému došlo 29. května.
F&H byl 1. září 2008 přidán do balíčku Plus 1 IPTV služby QuickMedia provozované českou společností HDD s.r.o..
Dne 1. listopadu 2008 byla plánovaná expanze kanálu na polský trh, kde měl být nabízen v polštině. IKO Kábeltévé slibovalo také polskou produkci, především dokumentů o rybaření. Společnost Media Production, která tento kanál v Polsku zastupovala, se s polskými provozovateli satelitní a kabelové televize nedohodla na podmínkách šíření, protože odmítla přistoupit na exkluzivitu kanálu. V Polsku již dříve vysílal obdobný kanál Seasons, který nebyl divácký úspěšný a musel být po krátké době vyřazen z nabídky operátorů.
V pondělí 1. prosince 2008 zahájil The Fishing & Hunting Channel na distribuční platformě Digi TV vysílání s polskou audio stopou. Stanice však dosud nebyla zařazena do žádné polské satelitní platformy ani kabelové sítě.
Ve středu 17. prosince 2008 se zkušebně kanál objevil v české satelitní platformě CS Link, kde byl dostupný pro držitele karet Gital s programovou sadou Géčko. Program bylo možné na 14 dní aktivovat zasláním SMS. Předplatné bylo ve zkušebním režimu, kdy se do konce ledna 2009 mělo vyhodnotit, zda dojde k oficiálnímu zařazení kanálu do programové nabídky. K tomu došlo 30. ledna 2009. Vzhledem k tomu, že obrazová kvalita vysílaná z distribuční platformy Digi TV nebyla příliš kvalitní, dohodl se provozovatel platformy CS Link se společností IKO Kábeltévé na distribuci signálu prostřednictvím optické trasy.

### 2009 - 2010
Dne 1. července 2009 přidal kabelový operátor UPC Česká republika do své programové nabídky F&H.
V sobotu 1. srpna 2009 zahájil F&H vysílání na nové frekvenci v rámci platformy ESS (Eastern Space Systems) určenou pro rumunskou satelitní televizi Focus Sat. Obrazová kvalita zde byla lepší, než na distribuční trase vysílané v rámci paketu Digi TV.
V září 2009 došlo k zařazení kanálu do nabídky rumunského satelitního operátora Focus Sat. K jeho následnému vyřazení došlo již 13. října 2009.
Slovenský kabelový operátor UPC Broadband Slovakia přidal F&H do svého balíčku Plus k 1. říjnu 2009. Kanál se tak stal dostupným pro dalších 50 000 zákazníků UPC. Ve stejný den došlo k zařazení kanálu i do nabídky Komfort slovenské kabelové televize SATROdigital, kde byl od 3. do 30. září nabízen bezplatně pro předplatitelé nabídek Klasik a Klasik HD.
Z nabídky satelitního operátora Digi TV byla stanice, společně s dalšími kanály provozovatele IKO Cable, začátkem října náhle vyřazena. Vzhledem k tomu, že se jednalo o distribuční trasu, zareagoval provozovatel odkódováním signálu z platformy ESS (Eastern Space Systems) určenou pro rumunskou satelitní platformu Focus Sat.
V listopadu 2009 se F&H objevil v Polsku jako dvouhodinový programový blok na sesterském sportovním kanálu SportKlub.
Na Vánoce byly odvysílány pořady české produkce Lov tresek v Norsku a záznam rybářské soutěže Carp maraton Tovačov 2008.
Zástupci kanálu The Fishing & Hunting Channel se již podruhé zúčastnili veletrhu rybaření a světové výstavy vývoje myslivosti a lovectví Silva Regina 2010 konané od 21. do 28. března 2010 na BVV, kde měli svůj stánek. Pro děti byly připraveny tematicky zaměřené hry a pro dospělé anketa a soutěž.
V roce 2010 byla stanice přidána do nabídek satelitních platforem UPC Direct (nabídky Rodina) a Skylink (nabídky Multi), a IPTV operátorů SWAN (balíček Mix), O2 TV (balíček O2 TV Styl Plus) a slovenských Magio a Fiber TV.

### 2011 - 2014
V květnu 2011 se The Fishing & Hunting Channel vrátil do základní nabídky satelitního operátora Digi TV. V srpnu se navíc objevil i v nabídce chorvatské satelitní platformy T-HT provozované společností T-Hrvatski Telekom.
Provozovatel stanice se 15. května 2014 dohodl na fúzi s vlastníkem kanálu PV TV, který oba kanály sloučil pod názvem The Fishing & Hunting Channel. Stanice získala nové logo, které bylo tvořeno původním logem PV TV a jednotným názvem The Fishing & Hunting Channel. Změnou prošel i grafický vizuál stanice. Radu Morar, ředitel společnosti Tematic Cable Srl, přislíbil zajímavější a pestřejší program.

## Dostupnost

### Satelitní vysílání
| Družice             | Frekvence (GHz) | SR, FEC    | Platforma                                           | Kódování                                    | Vysílací čas (SEČ) | Poznámka                                                 |
| ------------------- | --------------- | ---------- | --------------------------------------------------- | ------------------------------------------- | ------------------ | -------------------------------------------------------- |
| Hellas Sat 2 (39°E) | 12.606/V        | 30000, 7/8 | Telekom TV                                          | Videoguard                                  | 05:00 - 23:00      | Dostupný v rumunštině                                    |
| Astra 5B (31.5°E)   | 12.090/V        | 30000, 3/4 | Orange România                                      | Viaccess 5.0                                | 24 hodin           | Dostupný v maďarštině                                    |
| Astra 5B (31.5°E)   | 12.402/V        | 30000, 3/4 | Orange România                                      | Viaccess 5.0                                | 24 hodin           | Dostupný v maďarštině                                    |
| Astra 3B (23.5°E)   | 12.090/V        | 29900, 2/3 | Skylink                                             | Cryptoworks, Irdeto 2, Viaccess 5.0         | 24 hodin           | Dostupný v češtině                                       |
| Thor 6 (0.8°W)      | 11.747/H        | 28000, 5/6 | Focus Sat, Freesat by UPC Direct, Telly, UPC Direct | Conax, Cryptoworks, Irdeto 2, Nagravision 3 | 24 hodin           | Dostupný v maďarštině, angličtině, češtině a bulharštině |
| Amos 3 (4°W)        | 10.722/V        | 30000, 2/3 | T-Home                                              | Conax                                       | 24 hodin           | Dostupný v maďarštině a češtině                          |

### Kabelová televize
Níže je uveden seznam kabelových sítí, ve kterých je nabízen program The Fishing & Hunting Channel.

#### Česko
- BMB-Green
- Corsat
- INFOS Art
- KABEL servis Praha
- Kabelová televize CZ
- Kabelová televize Kopřivnice (KTK)
- MAME Moravské Budějovice
- Nej.CZ
- SATT
- TKW Brno
- UPC Česká republika

### IPTV
Níže je uveden seznam IPTV operátorů, ve kterých je nabízen program The Fishing & Hunting Channel.

#### Česko
- SMART Comp.
- Telly CE
- Topfun Media
- Lepší.TV
- T-Mobile TV